# Gamonal (Toledo)
Gamonal es una localidad española perteneciente al municipio toledano de Talavera de la Reina, en la comunidad autónoma de Castilla-La Mancha. Antiguo municipio, fue anexionada en la segunda mitad del siglo XX por Talavera de la Reina. En la actualidad está constituida como entidad de ámbito territorial inferior al municipio (EATIM).

## Toponimia y gentilicio
Su nombre proviene del gamón, una planta de la familia de las liliáceas que se encuentra en sus tierras. Gamonal, etimológicamente, significa lugar poblado de gamones. El gentilicio con el que se conoce a sus habitantes es gamonino/na.

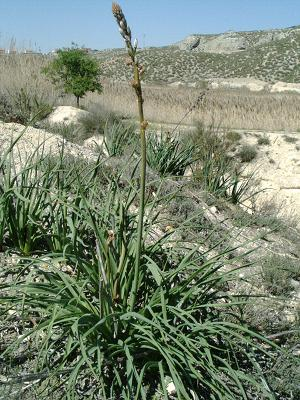
(Planta de Gamón)

## Geografía
Está situado en el valle del Tajo al noroeste de la provincia de Toledo y al oeste de la comarca de Talavera de la Reina, en las estribaciones occidentales de la sierra de San Vicente, cerca de la sierra de Gredos. 
Se encuentra a 12 km del centro urbano de Talavera de la Reina, a 98 km de la ciudad de Toledo, a 134 km de Madrid capital, a 113 km de la ciudad de Ávila (Castilla y León) estando a 29 km de distancia de su término autonómico, y a 168 km de la ciudad de Cáceres (Extremadura) estando a 41 km de distancia de su término autonómico.
En su territorio está situado el polígono industrial de Torrehierro, uno de los más importantes de la provincia.
| Noroeste: Velada          | Norte: Velada                                | Noreste: Mejorada                                 |
| Oeste: Velada             |                                              | Este: El Casar de Talavera (Talavera de la Reina) |
| Suroeste: Calera y Chozas | Sur: Alberche del Caudillo (Calera y Chozas) | Sureste: Talavera la Nueva (Talavera de la Reina) |

## Historia
El origen del pueblo se remonta al siglo XIV. Los primeros pobladores de Gamonal eran gentes humildes que se dedicaban a la agricultura y ganadería. Al primer asentamiento lo llamaron La Zarzuela, junto al nacimiento del arroyo Zarzueleja (o Zarzoleja, como es denominado en el lugar), este paraje es conocido hoy como La Encarnación. De manera paulatina, se fueron instalando a unos 2 km hacia el suroeste de este primer sitio, en el lugar que ahora se encuentra, dejando así de existir la aldea de La Zarzuela.
De manera paulatina, al tratarse de un lugar algo insalubre, sus pobladores se fueron instalando a unos 2 km hacia el suroeste de este primer sitio, en el lugar que ahora se encuentra, dejando así de existir la aldea de La Zarzuela. Así ya en 1456 tenemos constancia de la existencia de Gamonal como población. En el siglo XVI tiene 210 vecinos. En 1752 la mayoría de su vecindario era labriego, ya que vivían de sus labranzas arrendadas a propietarios de Talavera. En 1576 Gamonal es reflejado como arrabal de Talavera. 
A mediados del siglo XIX, el lugar, por entonces con ayuntamiento propio, contaba con una población censada de 645 habitantes. La localidad aparece descrita en el octavo volumen del Diccionario geográfico-estadístico-histórico de España y sus posesiones de Ultramar de Pascual Madoz de la siguiente manera:

GAMONAL: l. con ayunt. en la prov. y dióc. de Toledo (14 leg.) part. jud. de Talavera de la Reina (2), aud. terr. de Madrid (23), c. g. de Castilla la Nueva. sit. á la falda meridional de la sierra de San Vicente, con clima templado y viento E. y O.; se padecen intermitentes é inflamatorias: tiene 160 casas, la mayor parte aisladas y rodeadas de cercados y olivares sin formar calles ordenadas: hay una plaza que tiene en su centro una cruz de hierro y en su frente la casa de ayunt., que es un edificio bastante bueno, sólido y anchuroso con 4 salones, archivo y portal, estando habilitado para cárcel uno de los primeros; esta casa fué destechada y casi destruida por los franceses y reedificada en 1846, siendo alc. D. Sandalio Muñoz de la Cruz: concurren á la escuela 36 niños de ambos sexos, que pagan al maestro una corla retribucion, ademas de los 300 rs. de propios que percibe: la igl. parr. dedicada á la Purificacion de Ntra. Sra., es de curato de entrada y provision ordinaria y contiguo á ella está el cementerio á 40 pasos de las casas mas próximas á la parte del E.: á las inmediaciones tiene 3 pequeñas alamedas al N., S. y SO. y ya dentro del pueblo ó ya fuera de el, se encuentran muchos pozos de agua potable; que proporcionan un abundante surtido, aunque suele escasear á últimos del verano. Confina el térm. por N. con los de Velada y Mejorada; E. el Casar de Talavera; S. Calera; O. Torralba de Oropesa, estendiéndosc 1 1/2 leg. de N. á S., lo mismo de E. á O. y comprende el desp. de Zarzuela, del que tuvo origen este pueblo; una deh. boyal poblada de encinas pequeñas; un monte que llaman Alhijar de mangas de Cuero, poblado de monte pardo, de chaparros, rebollos y cornicabras; cuyas deh. están al O. del pueblo á 1/2 leg. de distancia y se estienden una leg. Son propiedad del l., aunque la primera paga á la v. de Talavera un canon sobre la cuarta parte; y por último varios prados pequeños de propiedad particular, sit. uno de ellos en la deh. de Torre-hierro de 15 fan. de marco y que puede ser regado con un manantial que en el mismo nace: le baña el arroyo Zarzoleja, por nacer en Zarzuela y el que llaman Cantalejo, que nace de la sierra; ambos van al Tajo en direccion al S. con sus puentes de piedra en la carretera de Madrid á Estremadura. El terreno es arenoso y de berrocales ó peñascos, con sierra al N. Los caminos son todos vecinales abiertos solo por la comodidad de los pueblos, de cuya clase es tambien el que conduce á Talavera hasta el puente llamado de Malojo, que se une á la carreterra de Estremadura. El correo de recibe en esta última v. por los mismos interesados. prod.: poco trigo y mediano, cebada, y centeno en abundancia, garbanzos bastante menudos, aceite poco, pero de buena calidad, vino mas escaso, blanco y muy inferior: se mantiene ganado lanar; de cerda y se cria caza menor. ind. y comercio: se importa vino y aceite, y se estrae algo de trigo y las lanas que por su finura son muy apreciadas. pobl.: 144 vec., 645 almas. pcap. rod.: 762,728 rs. imp.: 19,368. cont.: segun el cálculo genera de la prov. 74,48 por 100. presupuesto municipal: 6,200; del que se pagan 1,500 al secretario, por su dotacion y se cubre con el producto de 3 fincas de propios y los arbitrios de bellota de la quinta parte que en mancomun disfruta este pueblo en jurisd. de Mejorada, Segurilla y Cervera.
 Este pueblo debe su orijen al hoy desp. de Zarzuela, cuyos hab. tenian sus labranzas, olivares, pajares y boyerias en estos sitios, y poco á poco buscando su comodidad y proximidad á sus ganados, fueron haciendo casas inmediatas á sus posesiones, con lo cual se estableció Gamonal 
y dejó de existir Zarzuela.
(Madoz, 1847, pp. 287-288)

En la década de 1960 pasó a pertenecer a Talavera de la Reina.
 Hoy día es una EATIM de la ciudad de la cerámica.

## Demografía
| Gráfica de evolución demográfica de Gamonal entre 1842 y 2020 |
| |
| Población de derecho según los censos de población del INE Población de hecho según los censos de población del INEEntre el censo de 1970 y el anterior, este municipio desaparece porque se integra en el municipio 45165 (Talavera de la Reina) |

| 645 | 804 | 746 | 776 | 854 | 999 | 1195 | 1437 | 642 | 1735 | 1521 | - | 889 | 976 | 954 |
| a - Los datos de 1857 y 1860 corresponden a la población de hecho, el resto de los años es población de derecho. b - El censo de 1960 fue el último en el que Gamonal aparece como municipio independiente. En el siguiente censo, 1970, este municipio ya había desaparecido, integrándose en Talavera de la Reina. c - A partir del año 2000, los datos que aparecen corresponden a la población empadronada en la EATIM de Gamonal. |     |     |     |     |     |      |      |     |      |      |   |     |     |     |

## Economía
Los sectores económicos con mayor actividad son la construcción, en el caso de los hombres, quienes la mayoría ejercen su labor en Talavera de la Reina o Madrid. En el caso de las mujeres, el sector textil, aunque con los años ha ido perdiendo fuerza, por lo que muchas han optando por ejercer otras funciones o labores.  
El sector agrícola no es muy importante, ya que la agricultura es prácticamente de autoconsumo, con pequeñas huertas. En cuanto al sector ganadero, se ha compuesto siempre, básicamente de ovino, entre otros, donde años atrás la mayoría de las familias del pueblo contaban con unas 500 - 1000 cabezas, algo que con el paso del tiempo ha ido disminuyendo a 100-200 cabezas por diferentes circunstancias y ya pocas familias lo mantienen.

## Símbolos

Escudo de Gamonal

El escudo heráldico y la bandera que representan a la EATIM fueron aprobados el 1 de abril de 2008. El escudo sigue el siguiente blasón:

Escudo español, partido, 1 en sinople tres flores de gamón de plata puestas en palo y 2 en azul dos cabezas de carnero de plata puestas en palo.Al timbre corona real cerrada.'
Diario Oficial de Castilla-La Mancha nº 183 de 5 de septiembre de 2006

La descripción textual de la bandera es la siguiente:

Un paño rectangular, una vez y medio más largo que ancho, dividido horizontalmente en tres partes iguales, siendo la superior de color azul, la del medio de color blanca y la inferior de color verde. Llevará en el centro el escudo de Gamonal.
Diario Oficial de Castilla-La Mancha nº 183 de 5 de septiembre de 2006

## Política y administración
|  | Partido Socialista Obrero Español Álvaro Jerónimo Manzanas | 4 |
|  | Partido Popular Eugenio Higueruela Fernández               | 1 |

|                                             |                    |                 |         |         |  |  |  |
| Alcalde/Alcaldesa                           | Inicio del mandato | Fin del mandato | Partido | Partido |  |  |  |
| Benito Garrido Gutiérrez                    | 2000               | 2003            |         | PSOE    |  |  |  |
| Benito Garrido Gutiérrez                    | 2003               | 2007            |         | PSOE    |  |  |  |
| Benito Garrido Gutiérrez                    | 2007               | 2011            |         | PSOE    |  |  |  |
| Benito Garrido Gutiérrez Prados Gómez Muñoz | 2011               | 2015            |         | PSOE    |  |  |  |
| José Luis Muelas Jiménez                    | 2015               | 2019            |         | PP      |  |  |  |
| Marta Garrido Valero                        | 2019               | 2023            |         | PSOE    |  |  |  |
| Álvaro Jerónimo Manzanas                    | 2023               | *               |         | PSOE    |  |  |  |

## Patrimonio
- Iglesia parroquial de Nuestra Señora de la Purificación de estilo gótico-renacentista, situada en el núcleo urbano.
- Lavadero de las Pilas: Situado en el lado izquierdo de la entrada del pueblo. Se trata de un antiguo lavadero tradicional con numerosas pilas de piedra granítica formando dos círculos rodeando a dos pozos de los que se extraía el agua. Actualmente éste lugar cuenta con una zona de parque infantil, zona de deporte y ejercicio, así como de merenderos y áreas recreativas.
- Las Tres Cruces: Años atrás señalaban la entrada al pueblo. Son tres cruces de roca granítica elevándose sobre una gran roca del mismo material.
- La Cruz del Niño: Enorme roca de granito situada en un pequeño monte en el lado derecho de la carretera N-502 dirección Ávila, siendo visible desde el pueblo y donde cuenta la leyenda que un lobo devoró a un niño que se despistó de su madre cuando lavaba en el arroyo Zarzoleja.
- La Encarnación: Fue una iglesia románica donde en su momento fue el primer asentamiento primitivo de la localidad, hoy considerada como ermita de la que ya sólo quedan los restos, aún manteniéndose en pie parte del campanario. Está situada en el paraje de El Berrocal, al norte de Gamonal, a unos 300 metros del camino que une esta localidad con Mejorada.
- Canto de la Zarza: Es el punto más alto de Gamonal y desde donde se puede visualizar todo el municipio y alrededores gozando así de una panorámica de 360.º Se dice ser un lugar donde se han hecho rituales mágicos o supersticiosos.

## Fiestas y tradiciones
- Las Candelas (2 de febrero): Se celebran en honor a Ntra. Sra. de la Candelaria. Se conmemora la Presentación del niño Jesús en el templo de Jerusalén. La celebración eucarística arranca con la procesión de la patrona por las calles del pueblo. La ceremonia es costeada por los mayordomos de la fiesta que a lo largo del año, como manda la tradición, cuida de la patrona y se hace cargo de las flores de la iglesia, de su limpieza y de la preparación de los pasos de Semana Santa.  Durante el ofertorio, los mayordomos y familiares trasladan a la virgen desde la puerta de la iglesia hasta al altar, lanzando a su corona almendras, piñones y confites, portados en una cesta con dos pichones vivos.  Estas ofrendas son símbolos que se remontan a la época de Jesús. El cortejo va precedido por la madrina que porta una tarta, que antaño se repartía entre los enfermos del municipio.  Una vez en el altar, el párroco coge la vela o candela que porta la virgen en sus manos, y al niño Jesús. Dos gestos que representan el pasaje bíblico de la Presentación del niño Jesús en el templo de Jerusalén.  Por la tarde, como también es tradición, se pasan por el manto de la Virgen, para recibir su bendición y protección todos los niños y niñas nacidos desde febrero del pasado año.
- La Función de la Iglesia o Acción de Gracias (27 de febrero): Se conmemora el derrumbe de la iglesia de Nuestra Señora de la Purificación en el año 1900 cuando todos los feligreses habían abandonado el templo. Ese día se celebraban los carnavales en el municipio y cuando la Soldadesca salió de la iglesia con el Cuadro de las Ánimas, buena parte de la techumbre se vino abajo con la fortuna de que todos los asistentes a la misa ya estaban en el exterior para acompañar a la comitiva. Desde entonces cada 27 de febrero los gamoninos celebran "Acción de Gracia" celebrando así por la mañana una santa misa y ya en la tarde la Virgen de la Purificación es sacada en procesión por las calles del municipio acompañada por todos los vecinos y a hombros de los cuatro mayordomos que en el año anterior hayan pujado por los brazos de sus andas.
- Día de la Tortilla. Se celebra el Jueves de Comadre (el anterior al Carnaval).
- Carnaval (variable en fecha, antiguamente gozó de fama entre los pueblos comarcanos, actualmente venido a menos). Gamonal celebra a lo largo del fin de semana del Carnaval la batalla entre Don Carnal y Doña Cuaresma con su tradicional "Soldadesca" declarada Bien de Interés Cultural (BIC) del patrimonio cultural regional de Castilla-La Mancha en 2024. Los escasos documentos existentes sobre esta forma de conmemorar los Carnavales, apuntan a que es en el siglo XVI cuando se decide sacar en procesión el cuadro de las ánimas, un lienzo donde se refleja el cielo y las almas de aquellos seres que abandonaron la Tierra para pasar a una vida mejor. A la veneración del cuadro de las ánimas se sumó en el siglo XIX la creación propia del cuerpo de soldados conocido popularmente como "La Soldadesca", agrupación que surge en forma de burla motivada por la expulsión del Ejército Francés de España. El cuadro de ánimas, portado por dos alabarderos cuya función es recaudar fondos para la soldadesca con el lanzamiento de la alabarda al público bajo la frase "ánimas benditas, una perra chiquita" y que permanece a lo largo del año en la iglesia del municipio, se traslada a la plaza del Ayuntamiento bajo la solemnidad de la banda militar formada por cornetas y tambores, donde los vecinos rinden homenaje al lienzo con un beso a la bandera que porta la reina de las fiestas, junto a una pequeña donación económica.
- Fiestas patronales (8 de septiembre y días cercanos): Se celebran en honor a Ntra. Sra. de la Purificación, pues se considera el día de la Natividad de la virgen María. Son las fiestas grandes de esta localidad amenizadas por verbenas y charangas, repletas de actividades y en ciertas ocasiones con festejos taurinos.
- El Calbote. Tiene lugar en el Día de Todos los Santos (1 de noviembre) donde muchos de los vecinos del pueblo van a pasar el día al campo, para asar las castañas siendo lo más típico de llevar para merendar.
- Otra fiesta importante es la de Las Mondas. Se celebra el sábado siguiente al Domingo de Resurrección, en la que los gamoninos llevan dos carneros que tiran de un pequeño carro con flores, cera y banderas en ofrenda a la patrona de Talavera de la Reina, Nuestra Señora del Prado. Esta fiesta tiene un origen pagano y es continuación de las ofrendas que en época romana hacían los habitantes de Talavera y comarca a la diosa Ceres, hace unos 2.000 años.
- Desde un punto de vista etnológico, es también interesante destacar La Quema del Judas, que se realiza el Domingo de Resurrección por los quintos del pueblo, y la Soldadesca, que recorre las calles de la localidad durante el Carnaval así como las de Talavera en la festividad de Las Mondas.

## Infraestructuras y comunicaciones
Gamonal se encuentra junto a dos importantes vías de comunicación:
- Autovía de Extremadura o E-90, conocida como A-5, que pasa a unos 2 km al sur de la localidad, y enlaza Madrid con Badajoz.
- N-502, que pasa a medio kilómetro al este de la localidad y enlaza  Ávila con Córdoba.

## Lugares homónimos
- Existen varias poblaciones que llevan la palabra Gamonal en su nombre:
  - Gamonal de la Sierra - Hurtumpascual, Ávila (Castilla y León, España)
  - Prado Gamonal - Navarredonda y San Mamés (Comunidad de Madrid, España)
  - Barrio de Gamonal - Ciudad de Burgos, provincia de Burgos (Castilla y León, España)
  - El Gamonal - Santa Brígida, Gran Canaria (Canarias, España)
  - Hoya del Gamonal - Vega de San Mateo, Gran Canaria (Canarias, España)
  - El Gamonal - Tegueste, Tenerife (Canarias, España)
- También existe un pico en Asturias denominado Gamonal o Angliru, famoso en el ámbito del ciclismo.

## Curiosidades
- Por Gamonal pasa la Cañada Real Leonesa Oriental.[9]
- La familia Kelly, que formó el grupo musical The Kelly Family, vivió durante varios años en esta localidad, en la que incluso nacieron algunos de sus miembros. En Gamonal eran conocidos como Los Americanos.
- La directora del aeropuerto de Barcelona-El Prat, Sonia Corrochano, tiene ascendencia gamonina, sus padres y abuelos nacieron en la localidad.[10]
- David Rodríguez Sánchez futbolista que actualmente juega como delantero en el Racing Club de Ferrol de la segunda división B (España). Es hermano del también futbolista Sergio Rodríguez Sánchez quien actualmente juega como defensa en la R.B Linense (España).
- Un alto porcentaje de los habitantes de las localidades vecinas de Alberche del Caudillo y Talavera la Nueva son oriundos de Gamonal.
- Algunas escenas de la película Un alto en el camino, de 1941, en la que actuaba Lola Flores, fueron rodadas en varias calles y zonas de Gamonal. El barrio de Toledillo y Las Cruces aparecen en las primeros minutos de esta película.